# 雨よふらないで
「雨よふらないで」（あめよふらないで）は1969年3月にザ・テンプターズがリリースしたシングルである。このシングル以降、ラストシングルとなる「若者よ愛を忘れるな」まで、オリコン・チャートのBEST10に入ることはなかった。

## 解説
- 松崎由治以外のメンバーの名前が初めてクレジットされたシングル曲。

- 1969年2月にリリースされたアルバム「5-1＝0 ザ・テンプターズの世界」に同曲が収録されているが、本シングルは別テイクである。

## 収録曲
1. 雨よふらないで（2分50秒）ソロ：萩原健一
  - 作詞:萩原健一／作曲:松崎由治／編曲:松崎由治・川口真
2. ひとりぽっち（3分9秒）ソロ：松崎由治
  - 作詞・作曲:松崎由治